# Acaste
Pour les articles homonymes, voir Acaste (homonymie).
Dans la mythologie grecque, Acaste (en grec ancien Ἄκαστος / Akastos) est roi d'Iolcos, fils de Pélias et d'Anaxibie. Il est aussi le frère d'Alceste, l'époux d'Astydamie fille de Créthée et le père de Laodamie, Astérope et Sthénélé, ainsi que de nombreux fils, parmi lesquels Plisthène.
Ami de Jason, il accompagne les Argonautes malgré l'opposition de son père. Quand, à leur retour, Médée fait tuer Pélias par ses filles, Acaste chasse Jason et Médée. Il organise des jeux funèbres auxquels participent les Argonautes. Il prend part ensuite à la chasse au sanglier de Calydon. Il purifie Pélée, l'un des Argonautes pour le meurtre d'Eurytion.
À cette époque, Pélée repousse les avances d'Astydamie. Pour se venger, elle l'accuse d'avoir cherché à la séduire,. Acaste invite Pélée à la chasse sur le mont Pélion et, pendant son sommeil, lui vole son épée et l'abandonne, espérant que les centaures le tueront. Par la suite, Pélée conquiert Iolcos avec l'aide de Jason et des Dioscures. Il tue la femme d'Acaste et, selon certains, Acaste lui-même. Plus tard, les fils d'Acaste chassent Pélée de son royaume de Phthie.